# Enrique Gil Robles
Enrique Gil Robles (Salamanca, 15 de junio de 1849 - Salamanca, 26 de junio de 1908)fue un pensador tradicionalista y jurista español, que ocupó la cátedra de derecho político en la Universidad de Salamanca.

## Primeros años
Su familia paterna procedía de León. Su abuelo paterno, Juan Gil, se instaló en la localidad de Villafranca del Bierzo donde fue administrador del Marqués de Villafranca. El hijo mayor de Juan Gil fue el escritor Enrique Gil y Carrasco, uno de los más conocidos novelistas del romanticismo español. El hijo menor, Eugenio, quien sería el padre de Enrique, heredó la plaza en la administración de su hermano y también demostró interés por las letras. Contrajo matrimonio con Matilde Robles Burruezo,natural de Málaga. Se instalaron en Salamanca donde fue inspector primero de la administración de contribuciones directas de la provincia.
Enrique Gil y Robles perdió a su madre siendo niño.Estudió el bachillerato de Filosofía y Letras en el Instituto de Segunda Enseñanza de Salamanca donde se graduó en 1864.Estudió derecho en Salamanca, pero se graduó en derecho civil y canónico en la Universidad Central de Madrid en 1868. Se doctoró en Derecho en la Universidad Central en 1872. Francisco Giner de los Ríos, miembro del tribunal que lo evaluó, quedó tan impresionado con el joven estudiante que lo visitó más tarde el mismo día, le ofreció protección y amistad. Gil Robles rechazó lo primero, pero aceptó la segunda, la cual perduró aun con sus enormes diferencias ideológicas hasta la muerte de Gil Robles. En esa época comenzó a destacar en la Juventud católica de Madrid en las polémicas contra los constitucionales, defendiendo la monarquía tradicional.Se convirtió en profesor titular del Instituto de Segunda Enseñanza de Ponferrada.

## Catedrático
Se presentó a las oposiciones para la cátedra de Derecho político de Salamanca, que obtuvo en julio de 1875. Ejerció de profesor durante 32 años y solo faltó a clase los cuatro días antes de su muerte.Durante muchos años trató de obtener infructuosamente otras plazas fuera de Salamanca: Una de derecho político en Barcelona en 1881 a la que renunció por "circunstancias imprevistas" y sucesivamente las de derecho público, historia del derecho, literatura jurídica y derecho canónico entre 1882 y 1891 en la Universidad Central para las que fue rechazado.
En la década de 1880 sufrió el desprecio de los círculos liberales de la ciudad y de la universidad de Salamanca, pero poco a poco fue ganando reconocimiento. Fue juez en numerosos tribunales de oposiciones, asistió congresos jurídicos nacionales y era popular entre sus estudiantes quienes apreciaban su estilo claro, su cortesía y su benevolencia. Fue temporalmente decano de la facultad de derecho y para el final del siglo se había convertido en un académico de prestigio junto a otros neotomistas que dominaban el ambiente intelectual salmantino.
Escribió en varias publicaciones tradicionalistas locales, primero en La Tesis, después en La Región, La Tradición, La Época y finalmente en La Información. Participó en las campañas de la prensa, tanto en los periódicos tradicionalistas locales de Salamanca, que él inspiró, como en los de Madrid.
En 1885 fue nombrado obispo de la diócesis fray Tomás Cámara y Castro (conocido como "padre Cámara"), un agustino moderado y posibilista que abogaba por que los católicos aceptaran el sistema político de la Restauración, integrándose en él a través de los llamados partidos católicos como la Unión Católica de Alejandro Pidal y Mon. El obispo Cámara no tardó en lanzar una persecución contra los periódicos tradicionalistas y Gil Robles se convirtió en el máximo representante de los integristas enfrentados a la jerarquía eclesiástica, llegando a referirse en uno de sus escritos a algunos obispos como «aduladores de los poderes perseguidores de la Iglesia y odiados por su pueblo».Los jesuitas, que entonces representaban el sector más radical y hostil al episcopado de la iglesia salmantina, apoyaron a los integristas liderados por Gil Robles. El conflicto con la prensa integrista llegó hasta el extremo de que el 1 de abril de 1892 el obispo prohibió la publicación y lectura de La Región, además de prohibir a su editor Sánchez Asensio y a Gil Robles publicar en la diócesis de Salamanca.  En diciembre de 1892 se levantó la sanción episcopal y se fundó La Información. También este periódico integrista acabaría siendo condenado y prohibido en 1897 por el obispo de Salamanca.

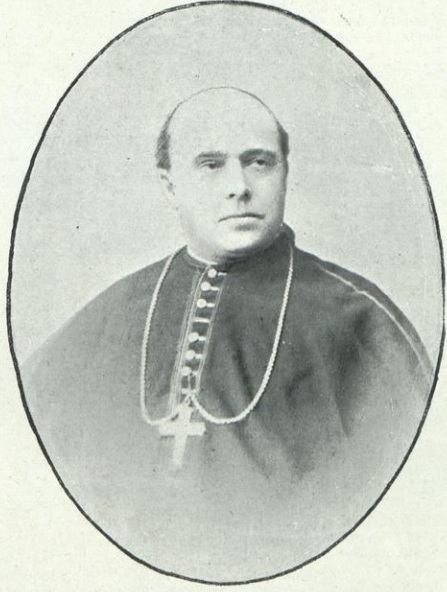
El obispo Tomás de Cámara.

En 1891 tras la muerte del catedrático de metafísica, el krausista Mariano Arés Sanz, quien había rechazado los sacramentos antes de morir, el obispo de la diócesis, Tomás Cámara, le negó la sepultura en el cementerio católico por su pertinaz rechazo a la religión. Este hecho desencadenó una fuerte polémica en la Universidad y en toda la sociedad salmantina que dio lugar a la creación de dos facciones en el claustro: la liberal liderada por un recién llegado Miguel de Unamuno y la tradicionalista y conservadora encabezada por Gil Robles quien firmó una carta apoyando la decisión del obispo de negar el funeral a Arés citando la ley por la que solo son admisibles para quienes profesan la Religión  Ese mismo año, el catedrático de derecho pronunció el discurso inaugural del curso 1891-1892 titulado El absolutismo y la democracia, el cual fue contestado por Unamuno –que entonces contaba con solo 27 años– en varios artículos firmados con seudónimo en el periódico La Libertad y titulados «Un nocedalino desquiciado». Escritos en un estilo muy agresivo y alejados del tono de las disputas académicas de la época, calificaba a Gil y Robles de "inepto, mediocre e indocto" y su discurso de "sudado, artificioso, falso, manera y no estilo". Su relación se mantuvo tirante desde entonces.
También hubo de enfrentarse a Unamuno y al ala progresista del claustro en 1897 cuando el padre Cámara lanzó la propuesta de excomunión contra Dorado Montero, catedrático de derecho penal, al que pretendía echar de la Universidad, consecuencia de una denuncia de un grupo de alumnos de éste en la que se le acusaba de revolucionario y de seguir doctrinas deterministas y materialistas que "no sólo son groseros errores filosóficos, sino herejías opuestas a los dogmas de nuestra Sacrosanta Religión Cristiana". Tras varios meses de polémica, el rector de la Universidad, Mamés Esperabé, respaldó a Dorado Montero, acogiéndose a una circular del Ministerio de Fomento sobre "amparo a los catedráticos en el ejercicio de su profesión".
En 1900 Mamés Esperabé fue jubilado como rector. Gil Robles promovió el envío de un escrito al ministro García Alix pidiendo la continuidad de Esperabé al frente del rectorado para evitar el nombramiento de Unamuno que finalmente se produjo. Durante el mandato de este último como rector mantuvo una notable oposición al rectorado y cuando Unamuno entregó los bienes de la Universidad al Estado no volvió a concurrir a ningún acto universitario a modo de protesta.

## Político
Comprometido pronto con el movimiento tradicionalista, fue cercano al integrismo de Ramón Nocedal a quien conoció en la década de 1860. Aunque se ha sugerido, no existen fuentes que acrediten su participación en la tercera guerra carlista y se desconocen las razones por las que no se presentó a los exámenes de las oposiciones para las que se postuló en 1872.Participó de la peregrinación tradicionalista a Roma en 1882 y también en iniciativas carlistas como el intento de 1883 de construir un monumento a Zumalacárregui. A mediados de la década de 1880 ya se encontraba entre los líderes del tradicionalismo salmantino. En las elecciones de 1886, se barajó la posibilidad de que se presentara como candidato carlista a las Cortes, pero el partido finalmente decidió mantener su estrategia de abstención.
Durante la crisis del carlismo en 1888, Gil Robles decidió unirse a la escisión integrista liderada por Nocedalfirmando el Manifiesto de Burgos.En 1891 se presentó a las elecciones a las Cortes por el Partido Integrista en el distrito electoral de Sequeros; inicialmente se le concedió la victoria, pero finalmente se confirmó su derrota.No renovó su candidatura en la siguiente campaña de 1893. Durante el período previo a la campaña de 1896, dirigió la junta electoral provincial, pero no se postuló él mismo.En ese momento sus relaciones con Nocedal estaban empeorando.Aparte de otras razones,Gil Robles supuestamente se sentía incómodo con la virulenta campaña integrista contra el reclamante carlista. A principios de 1899, Gil Robles buscó la reconciliación entre los principales carlistas y los integristas, pero su propuesta fue recibida con una fría respuesta de Nocedal.Más tarde ese año, los dos rompieron por completo,su altercado público fue aplaudido por la prensa republicana.

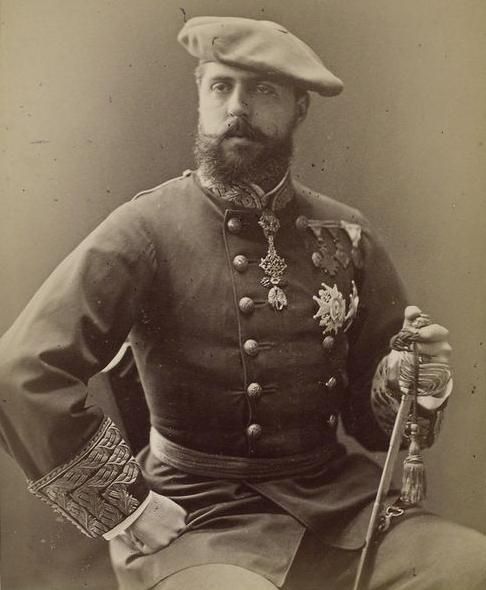
Carlos de Borbón y Austria-Este

Gil Robles regresó al partido carlista tras un intercambio de cartas cordiales con Carlos VII en 1899, y comenzó a publicar trabajos suyos en el principal órgano de prensa del partido, El Correo Español (anteriormente había sido colaborador asiduo del diario integrista El Siglo Futuro).Durante algún tiempo, entre 1901 y 1902, siguió trabajando por la reconciliación de ambas facciones del tradicionalismo.
En 1903 renovó su candidatura a las Cortes, esta vez casi aseguró la victoria presentándose por la circunscripción de Pamplona dominada por los carlistas.En el parlamento se convirtió en portavoz de la minoría carlistay hasta 1905 la prensa informó con bastante frecuencia de sus intervenciones sobre gran variedad de temas, que iban desde la educación hasta la cuestión catalana, el orden jurídico, la organización del comercio, la política exterior, el reglamento interno del Congreso y la religión. Sobre este paso por el Congreso, relata Enrique Esperabé lo siguiente:  

En las Cortes, llevó con dignidad y elocuencia la voz de su agrupación política, pero no se acostumbró al ambiente del Parlamento ni a los rudos embates de los Diputados por su fina educación y gran caballerosidad. Por eso precisamente era de todos querido y respetado, no obstante la separación en que viven los que profesan distintas creencias.

La legislatura en la que ejerció de diputado concluyó en 1905.No se postuló en las elecciones de 1905 ni 1907 y permaneció bastante al margen de la política carlista interna, aunque siguió publicando en El Correo Español. 
Murió en Salamanca el 29 de junio de 1908 a la edad de 59 años. Dispuso un entierro sencillo: El féretro fue conducido a hombros por sus alumnos y no tomó parte en el cortejo, como era costumbre, una comisión del claustro universitario. En las esquelas no se hizo constar otro título que el de «terciario carmelita» habiendo renunciado a la gran cruz de Alfonso XII que le había concedido el Gobierno.

## Pensamiento y legado
Gran teórico del tradicionalismo, escribió obras fundamentales para el desarrollo de las tesis de esta doctrina política. Su obra El absolutismo y la democracia (1893) fue aprobada por el obispo de Plasencia Pedro Casas Souto, a quien Gil Robles visitó en 1897. El obispo, afín al tradicionalismo, le dijo en aquella ocasión que no podría seguir dando licencia eclesiástica a sus obras, a pesar de la ortodoxia incontrovertible de las mismas, «por graves razones» que no le ocultó.
En el discurso académico actual, como teórico del derecho, Gil Robles es catalogado como 'iusnaturalista' perteneciente ya sea a la escuela neoescolásticao neotomista,deudora de Luigi Taparelli, José Prisco y Luis Mendizabal Martín. En obras dedicadas al derecho natural en España se le trata marginalmente o no se le trata en absoluto,aunque algunos autores aprecian su contribución original.Como teórico de la educación, se le presenta como representante de la visión católica, enemigo del krausismo y la heterodoxia.Como teórico del Estado se le suele denominar tradicionalista, a veces también como "organicista", "católico tradicional"o representante del "corporativismo católico". Como político, Gil Robles suele ser etiquetado como carlista o integrista. Como figura pública se le considera un reaccionario.Según su hijo: “fue fiel hasta su muerte a los principios del tradicionalismo y leal a la dinastía carlista”; José María Gil-Robles admitió haber estado en deuda política con su padre, pero sus visiones de la democracia cristiana y su acción política fueron totalmente incompatibles.
Fue una de las personalidades más respetadas del carlismo, pero tuvo en cambio amistad con personalidades de la Institución Libre de Enseñanza, como Gumersindo de Azcárate o el propio Giner de los Ríos, que siempre paraba en su casa cuando visitaba Salamanca. Tras su muerte su memoria fue primero eclipsada y luego relegada al olvido por la prolífica actividad de otro teórico carlista, Juan Vázquez de Mella. En la década de 1930 su imagen se redujo aún más a la de simplemente "el padre de José María Gil-Robles". Después de la guerra, ni el régimen ni ningún otro grupo político reivindicaron especialmente a Gil Robles. Durante el resurgimiento de la doctrina carlista a finales de la era franquista, los principales teóricos se centraron en Vázquez de Mella y se refirieron a Gil Robles de manera casual, aunque era reconocido como uno de los gigantes del tradicionalismo. En la actualidad su figura es bastante desconocida.

## Obras
Aunque comenzó a escribir a principios de la década de 1870, sus obras más conocidas fueron escritas y publicadas entre 1891 y 1902. La obra más importante de Gil Robles es su Tratado de derecho político según los principios de la filosofía y el derecho cristianos, publicado en Salamanca en dos volúmenes respectivamente en 1899 y 1902.  Abarca más de 1100 páginas, la obra tenía como objetivo proporcionar una conferencia exhaustiva sobre la organización del Estado en general y los principios del derecho público en particular, aunque creció hasta convertirse en una síntesis de la visión del autor sobre política, historia y religión.
Otras dos obras, de menor tamaño pero mucho más citadas, son los opúsculos: El absolutismo y la democracia (1891, que contiene su discurso de apertura del curso académico en la Universidad de Salamanca) y Oligarquía y caciquismo. Naturaleza. Primeras causas. Remedios. Urgencia de ellos (1901). Ambas tuvieron el formato de conferencias sobre problemas de la política española contemporánea, envueltas en un discurso ideológico y filosófico más amplio.
También escribió una serie de obras sobre la educación, la más importante es El catolicismo liberal y la libertad de enseñanza (1896), un libro que compara los modelos educativos católicos y liberales, y que desarrolló las tesis expuestas anteriormente en La Libertad Universitaria (1882). Estudios menos parciales y más técnicos fueron Ensayo de metodología jurídica (1893) y Guía para el estudio del Derecho administrativo (1899).
- —— (1882). La libertad universitaria. Salamanca.
- —— (1892). El absolutismo y la democracia. Madrid: Imprenta Católica Salmanticense.
- —— (1893). Ensayo de metodología jurídica. Salamanca: Imprenta Católica Salmanticense.
- —— (1896). El catolicismo liberal y la libertad de enseñanza. Salamanca: Tipografía Católica Salmanticense.
- —— (1899). Guía para el estudio del Derecho administrativo. Salamanca.
- —— (1901). Oligarquía y caciquismo. Naturaleza. Primeras causas. Remedios. Urgencia de ellos. Salamanca.
- —— (1899-1902). Tratado de Derecho Político según los principios de la Filosofía y el Derecho cristianos. I y II (3ª edición). Madrid: Afrodisio Aguado, 1961-1963.

## Vida personal
Se casó con 45 años con Petra Quiñones Armesto, originaria de Ponferrada. Fueron padres de tres hijos aunque solo le sobrevivieron los dos últimos: Carmen y José María. José María, fue líder de la CEDA, ministro y uno de los políticos españoles más importantes durante la Segunda República. Unió los conocidos apellidos de su padre con un guion. El hijo de este último, José María Gil-Robles y Gil-Delgado, también se dedicó a la política, miembro de Alianza Popular y del Partido Popular, fue presidente del Parlamento Europeo entre 1997 y 1999.